# برج یو.اس. بانک

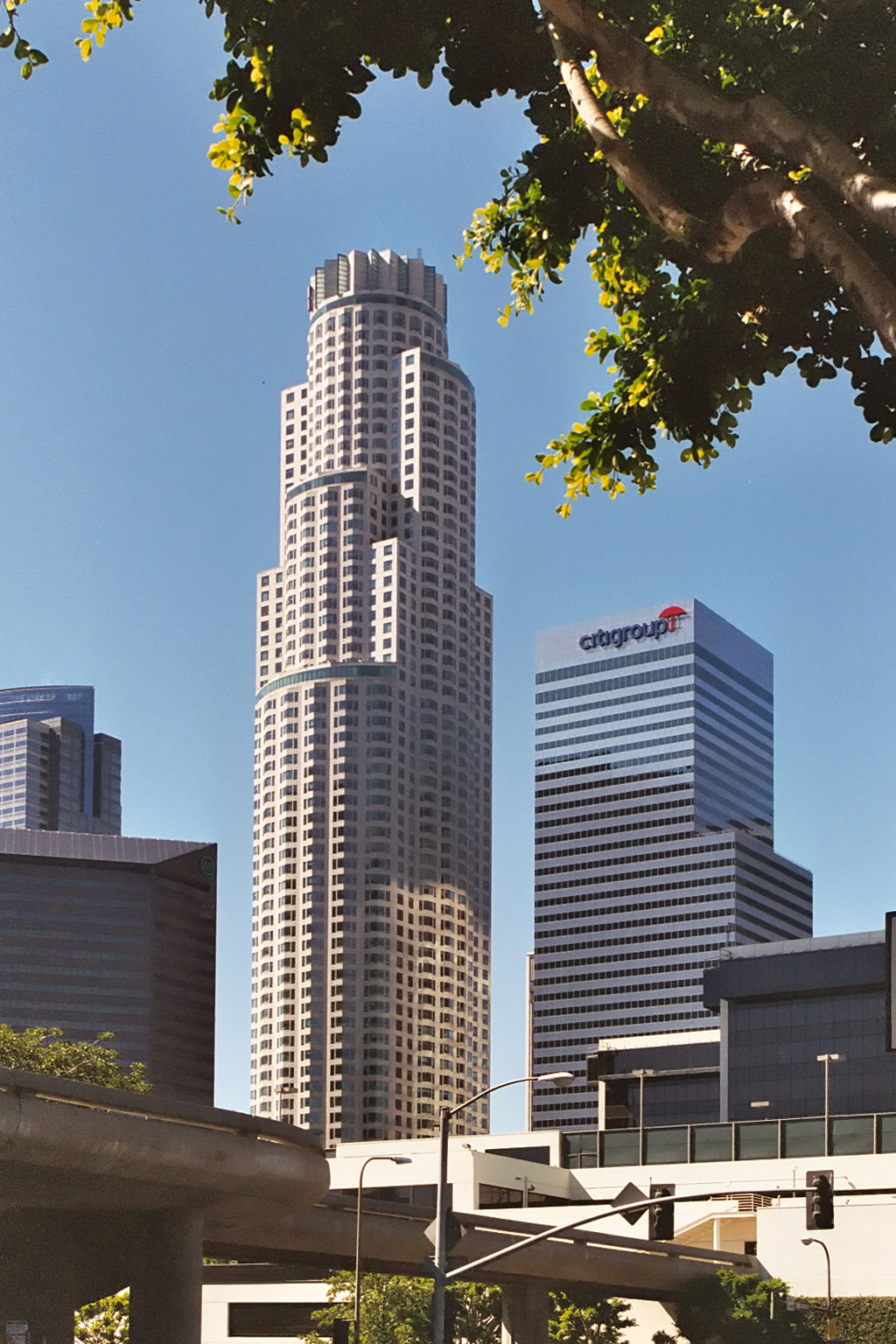

برج یو.اس. بانک (به انگلیسی: U.S. Bank Tower) نام یک برج مرتفع در لس آنجلس در کالیفرنیا است.
این برج در ۱۹۸۹ ساخته گردید، و با ۷۳ طبقه ۳۱۰ متر ارتفاع دارد، که در سال 2014 دوازدهمین برج بلند کشور آمریکا بود.
معمار این برج پست‌مدرنیستی، شرکت آی ام پی است.

## نگارخانه

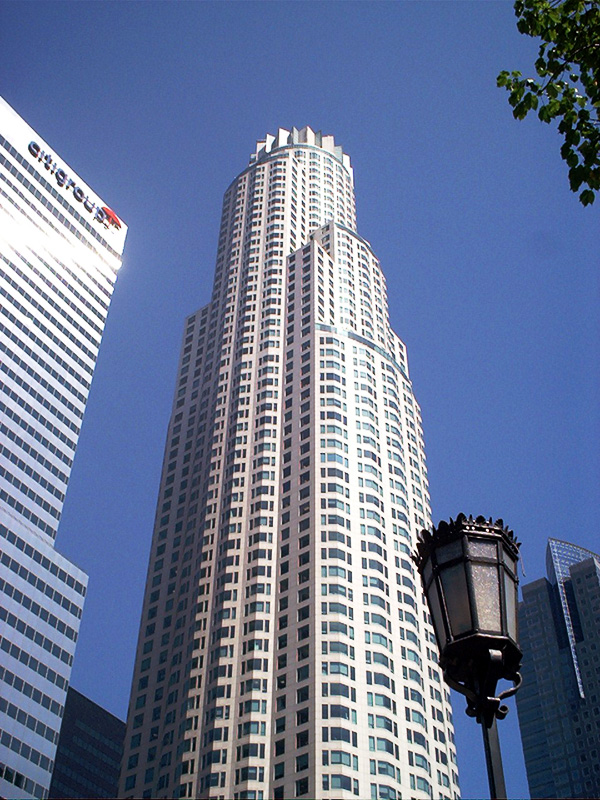
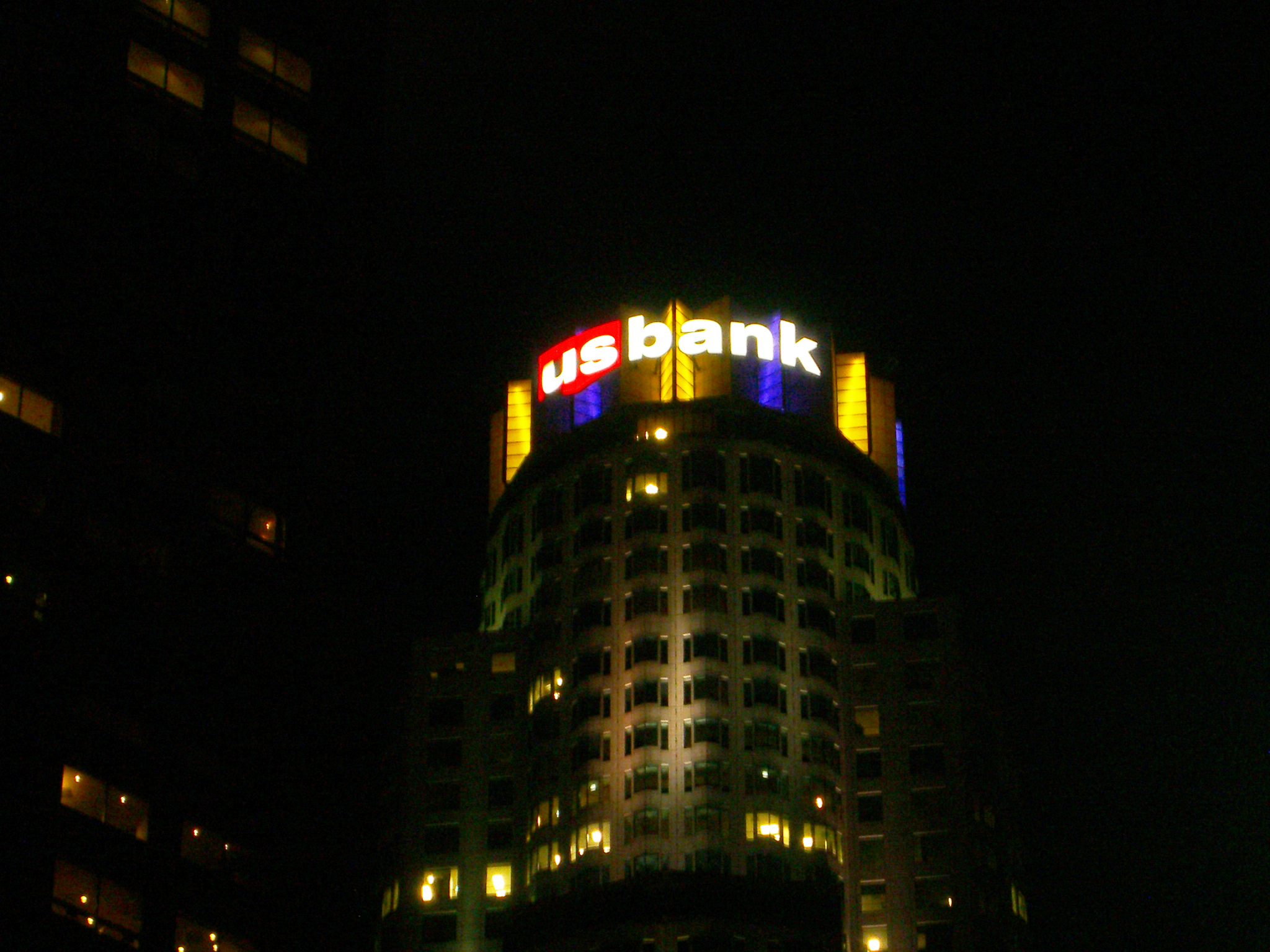
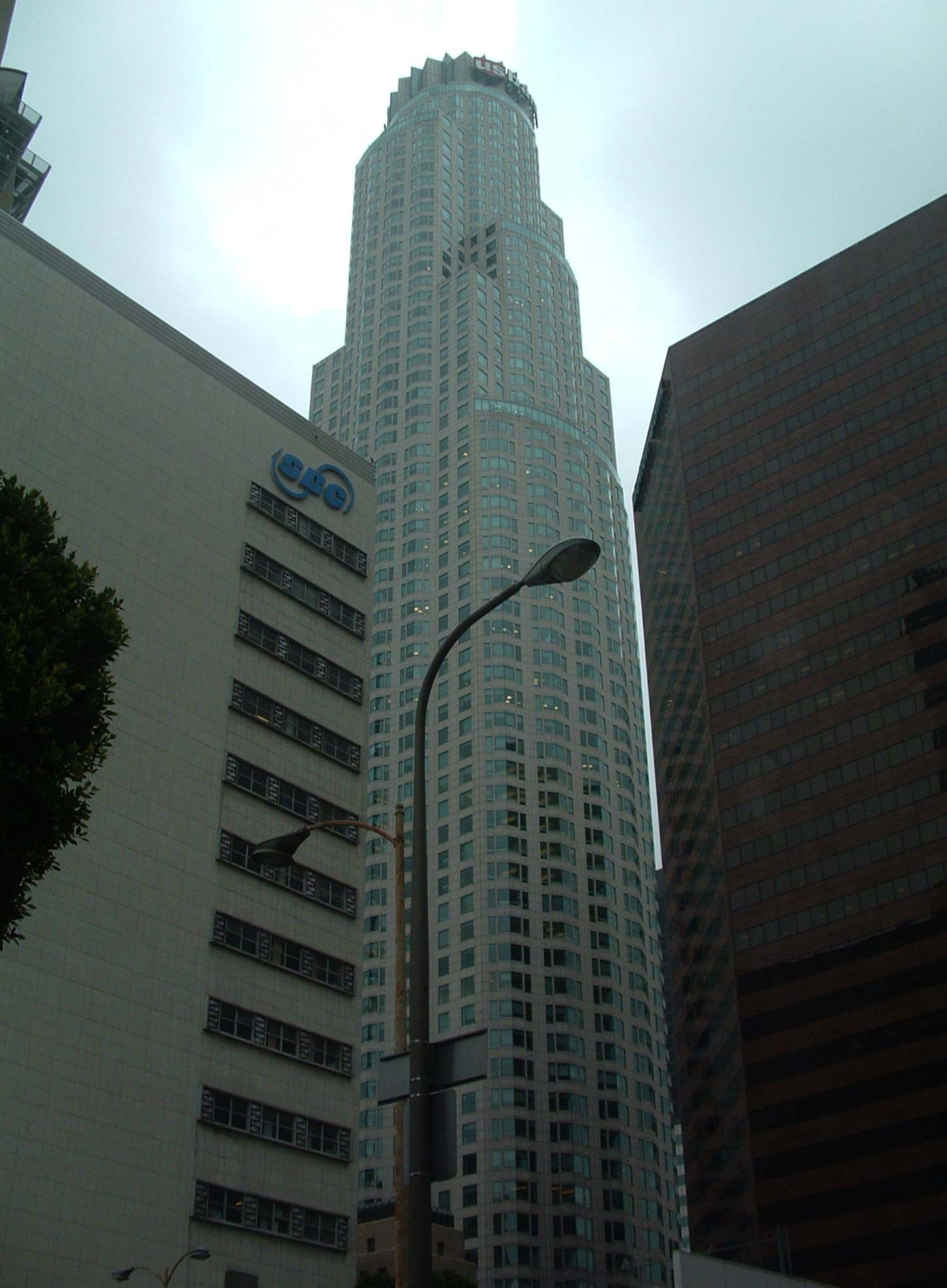